# تپه اطراف شهر سوخته ۲۳۳
تپه اطراف شهر سوخته ۲۳۳ در شهرستان زابل، بخش شیب آب، دهستان لوتک، ۱۱/۴ کیلومتری جنوب غرب پایگاه باستان‌شناسی شهر سوخته واقع شده و این اثر در تاریخ ۲۰ اسفند ۱۳۸۵ با شمارهٔ ثبت ۱۸۰۹۱ به‌عنوان یکی از آثار ملی ایران به ثبت رسیده است.